# Juvencio Valle
Juvencio Valle (Nueva Imperial, 6 de novembro de 1900 — Santiago do Chile, 12 de fevereiro de 1999) foi um poeta chileno. Era também conhecido pelo pseudônimo Gilberto Concha Riffo.

## Prêmios
Juvencio Valle ganhou o Prêmio Nacional de Literatura do Chile em 1966.

## Obras
- La flauta del hombre pan. 1929
- El tratado del bosque. 1932
- El libro primero de Margarita. 1937
- Nimbo de piedra. 1941
- El hijo del guardabosque. 1951
- Del monte en la ladera. 1960